# Copa de Catalunya 2009/10
De Copa de Catalunya 2009/10 was de eenentwintigste editie van de Copa de Catalunya, een bekertoernooi voor voetbalclubs uit de Spaanse autonome regio Catalonië. RCD Espanyol won het toernooi.

## Opzet
Iedere ronde wordt gespeeld via het knockout-systeem met slechts één wedstrijd. Amateurclubs starten in de eerste ronde (Primera Eliminatòria). De twee beste clubs uit het seizoen 2008/2009 in de Tercera División Grupo 5 en de tweede beste Catalaanse clubs uit het seizoen 2008/2009 in de Segunda División B starten in de derde ronde. In de vijfde ronde stromen Gimnàstic de Tarragona en Girona FC in, die actief zijn in de Segunda División A. De winnaars van de vijfde ronde spelen de finale, waarvan de winnaar zich plaatst voor de Supercopa de Catalunya, een minitoernooi waarin waaraan ook de Catalaanse Primera División-clubs FC Barcelona en RCD Espanyol deelnemen. De Supercopa de Catalunya is nieuw dit seizoen.

## Derde ronde
| datum            | Team #1                     | Team #2              | Uitslag      |
| ---------------- | --------------------------- | -------------------- | ------------ |
| 13 augustus 2009 | Cerdanyola Vallès (1a Terr) | UDA Gramenet (IIb)   | 0-1          |
| 9 augustus 2009  | CE L'Hospitalet (III)       | UE Sant Andreu (IIb) | 0-0 (p. 6-5) |
| 9 augustus 2009  | UE Olot (1a Terr)           | CE Sabadell (IIb)    | 3-1          |

## Vierde ronde
| datum            | Team #1            | Team #2               | Uitslag      |
| ---------------- | ------------------ | --------------------- | ------------ |
| 12 augustus 2009 | UE Olot (1a Terr)  | CE L'Hospitalet (III) | 1-1 (p. 7-8) |
| -                | UDA Gramenet (IIb) | -                     | bye          |

## Vijfde ronde
| datum            | Team #1               | Team #2                      | Uitslag |
| ---------------- | --------------------- | ---------------------------- | ------- |
| 22 augustus 2009 | UDA Gramenet (IIb)    | Gimnàstic de Tarragona (IIa) | 3-1     |
| 23 augustus 2009 | CE L'Hospitalet (III) | Girona FC (IIa)              | 2-1     |

## Supercopa de Catalunya
Federació Catalana de Futbol · Catalaans voetbalelftal · Catalaans vrouwenvoetbalelftal 

historische competities 

Campionat de Catalunya · Campionat de Catalunya de Segona Categoria · Trofeu Moscardó 

hedendaagse competities 

Copa de Catalunya · Tercera División Grupo 5 · Primera Divisió Catalana · Amateurvoetbal 